# Orazio Spanna
Orazio Spanna (Torino, 15 dicembre 1834 – Torino, 6 maggio 1892) è stato un giurista, avvocato e alpinista italiano.

## Biografia
Orazio Spanna nasce a Torino nel 1834 da Gian Domenico Spanna di Fobello, in Valsesia, e da Teodosia Cassinis. Nel corso del periodo universitario diventa uno dei migliori studenti della facoltà di giurisprudenza presso l’Ateneo di Torino e, nel 1855, consegue la laurea in legge. In seguito, sin da subito, diventa allievo del giureconsulto Giovanni Battista Cassinis iniziandovi una collaborazione presso il suo studio legale.
Dal 1857 al 1860 è stato ripetitore interno di leggi nel Collegio delle Province. 
In seguito, dopo l'Unità d'Italia, nel 1861 viene inviato come funzionario del Regno d'Italia a Napoli e, fino alla fine del 1862, a Palermo come segretario del Luogotenente generale del Re.
Dal 1865, fino agli ultimi anni della sua vita, è stato Membro della Commissione per il gratuito patrocinio avanti la Corte di cassazione di Torino. Sempre in quell’anno diviene membro della Commissione legislativa per la redazione del Codice Civile italiano del 1865 e del Codice di Procedura Civile italiano del 1865. Nel foro di Torino, nel corso dei decenni, primeggia tra gli avvocati e si specializza nell’intricato e difficile tema del diritto dei trasporti ferroviari. Non a caso, dal 1867 in avanti, più volte è incaricato come consulente presso le varie Amministrazioni delle strade ferrate.
Dopo varie supplenze temporanee nelle cattedre di Diritto civile, Diritto giudiziario e Diritto internazionale, nel 1868 è incaricato, fino al 1874, dell’insegnamento di Economia politica presso l'Università di Torino. 
Sostenitore instancabile di ogni forma di istruzione popolare, tra il 1870 e il 1889 insegna Diritto civile e Diritto commerciale anche nella scuola serale Civica di Commercio. Dal 1874 sino alla sua morte, ricopre la cattedra di “Enciclopedia ed Elementi filosofici del diritto” e di “Istituzioni di Diritto Civile”.
Nel corso della sua vita, accanto ai suoi impegni professionali, Orazio Spanna è riuscito a portare avanti, parallelamente, l’entusiasmo e la passione per le montagne della Valsesia e per il Mottarone, massiccio piemontese posto tra il Lago Maggiore e il Lago d’Orta. Da sempre socio del Club Alpino Italiano, a livello locale è diventato promotore e Presidente generale della sezione CAI di Varallo Sesia (fondato nel 1867) e, in seguito, Presidente della Sezione CAI di Torino. A livello centrale, invece, è stato prima Vice Presidente e, poi, nel 1874-1875, Presidente del CAI. 
Il suo nome, inoltre, resta strettamente collegato con quello del Mottarone, così da lui stesso battezzato, montagna alla quale Orazio Spanna ha deciso di dedicare buona parte della sua vita, anche ai fini di promuoverne la conoscenza, la valorizzazione e l’impatto turistico (sua l’idea di costruire un albergo sulla vetta). Questa sua passione lo ha portato a propagandare dappertutto – anche attraverso vari scritti, assemblee e congressi – la grazia del Mottarone, del suo panorama e dei suoi prodotti caseari. Proprio per questo, in più occasioni Quintino Sella, scherzando, riteneva che Orazio Spanna - soprannominato "il papà" o "l'apostolo" del Mottarone - fosse affetto da “Mottaronite acuta”: una malattia sana, dalla quale non bisognava guarire. 

Così, anche grazie alle intuizioni, alla passione e al lavoro di Orazio Spanna, in piena Belle Époque il Mottarone è stato lanciato nell'olimpo delle migliori località turistiche, elencato nelle guide e consigliato dalle agenzie internazionali tra le migliori località di soggiorno per l'immensità e la grandiosità del suo panorama.

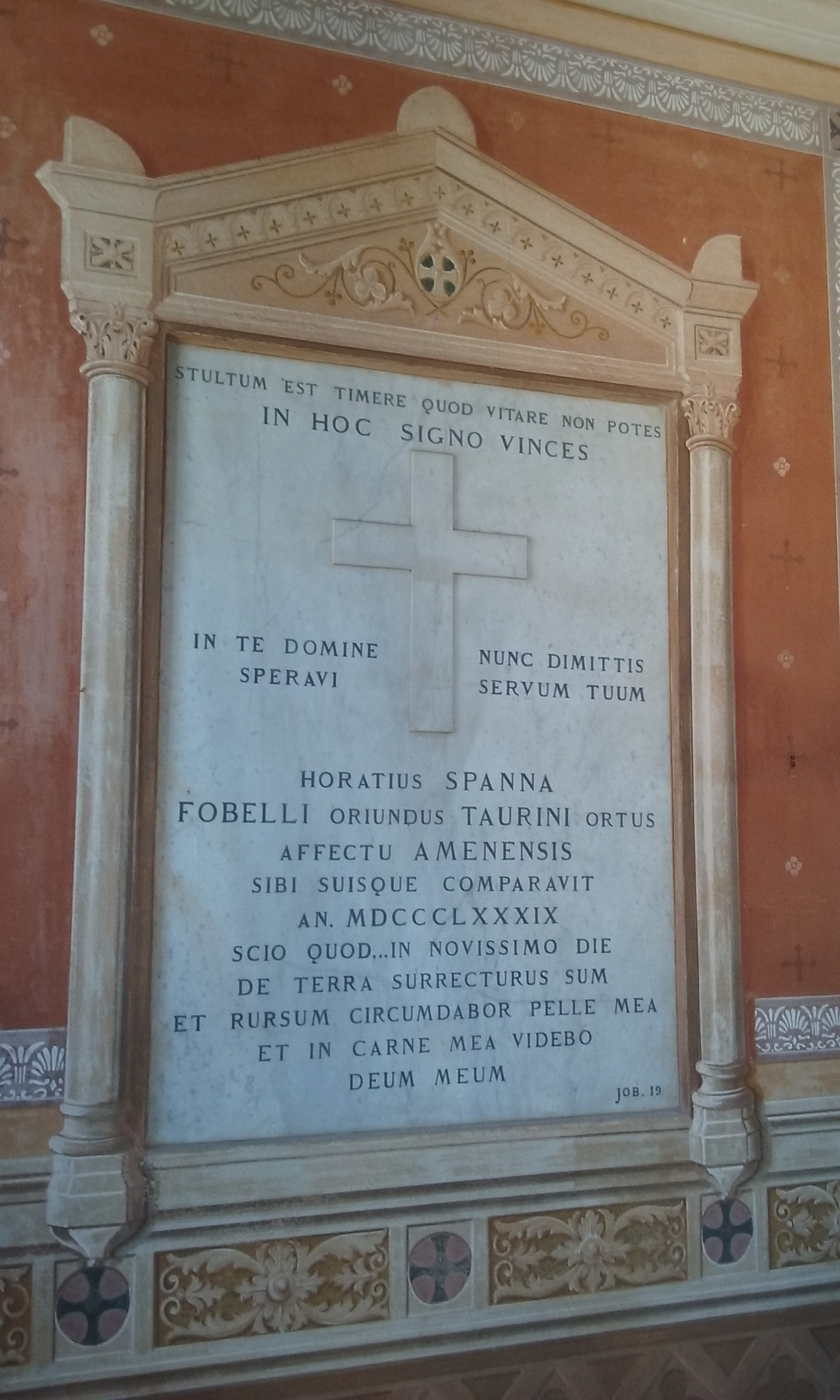
Tomba Orazio Spanna

Da tempo malato, Orazio Spanna muore a Torino il 6 maggio 1892 e viene sepolto ad Ameno, presso le pendici del Mottarone, come da lui richiesto:
«Oh Ameno, Ameno! Hai dolce nome e ancora più del tuo nome è dolce il tuo soggiorno, dolce la pace che al tuo sol s’infiora. Deh, voglia il Ciel, che quando venga il giorno in cui del mio partir suonerà l’ora mi stien tuoi poggi a salutarmi attorno».
Il necrologio di Orazio Spanna, pubblicato anche sulla Rivista Mensile del CAI, anno 1892 n. 5, è stato scritto dal suo amico e collega Antonio Grober.

## Riconoscimenti
Nel 1894, qualche anno dopo la morte di Orazio Spanna, la sezione CAI di Varallo Sesia ha costruito in suo onore, presso la cima della montagna Bec d'Ovaga, il rifugio "Capanna Orazio Spanna" (ora Rifugio Spanna-Osella).

## Opere
- Codice civile: eccezioni alla regola della irrevocabilità delle donazioni, Torino, 1860
- Osservazioni nella causa di rinvio vertita tra il reverendissimo Capitolo turritano della Chiesa cattedrale di Sassari e il Ministero delle finanze, Direzione generale delle gabelle, nanti l'eccellentissima Corte d'appello di Genova: udienza del 17 gennaio 1865, Torino, 1865
- Ricordi sulla economia politica, Torino, 1870
- Delle condizioni per la prosperità del commercio: prolusione agli studi dell'anno accademico 1870-71, Torino, 1870
- In occasione del riconoscimento ufficiale di nove guide valsesiane: fattosi nell'adunanza che si è tenuta il 1 settembre dai soci alpinisti inscritti nella sede di Varallo, Varallo, 1872
- Il Margozzolo ed il Motterone, 1874
- Le prime nozioni sulla giurisprudenza o saggio di enciclopedia ed elementi filosofici del diritto, Torino, 1876
- Sull’ordinamento degli studi legali in Italia. Considerazioni e voti, Torino, 1880
- Trasporti su strade ferrate: considerazioni sul progetto per un nuovo codice di commercio del regno d'Italia, Torino, 1880
- Discorso pronunciato in Rimella il 6 agosto 1882 dal commendator Orazio Spanna avanti la lapide di Giacomo Calzino guida valsesiana, Varallo, 1882
- Il Margozzolo e il Mottarone, Torino, 1884
- Introduzione alle scienze giuridiche e istituzioni di diritto civile, Torino 1886